# ヘル半島

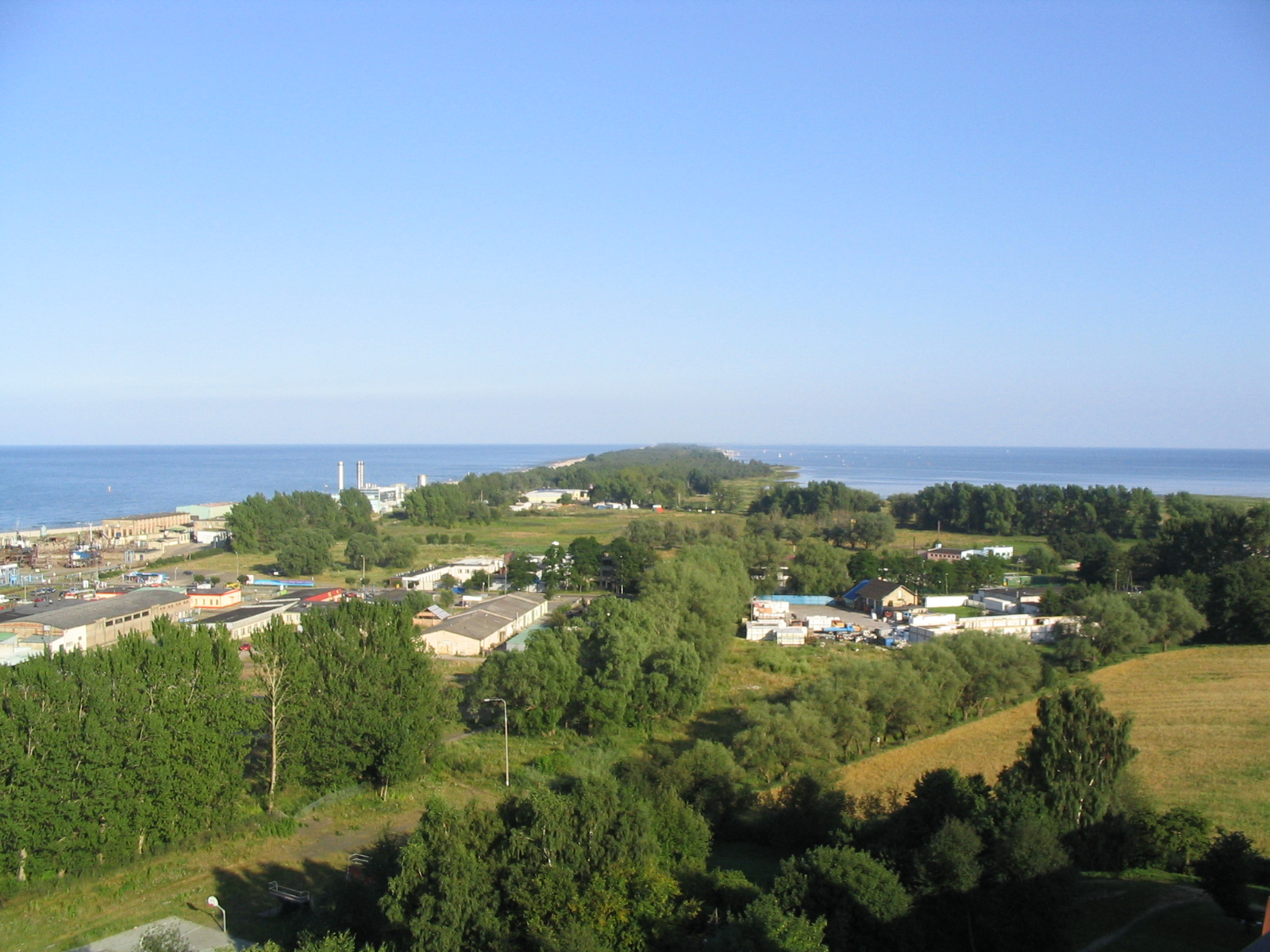
ヴワディスワヴォヴォで最も高い建物からの眺望

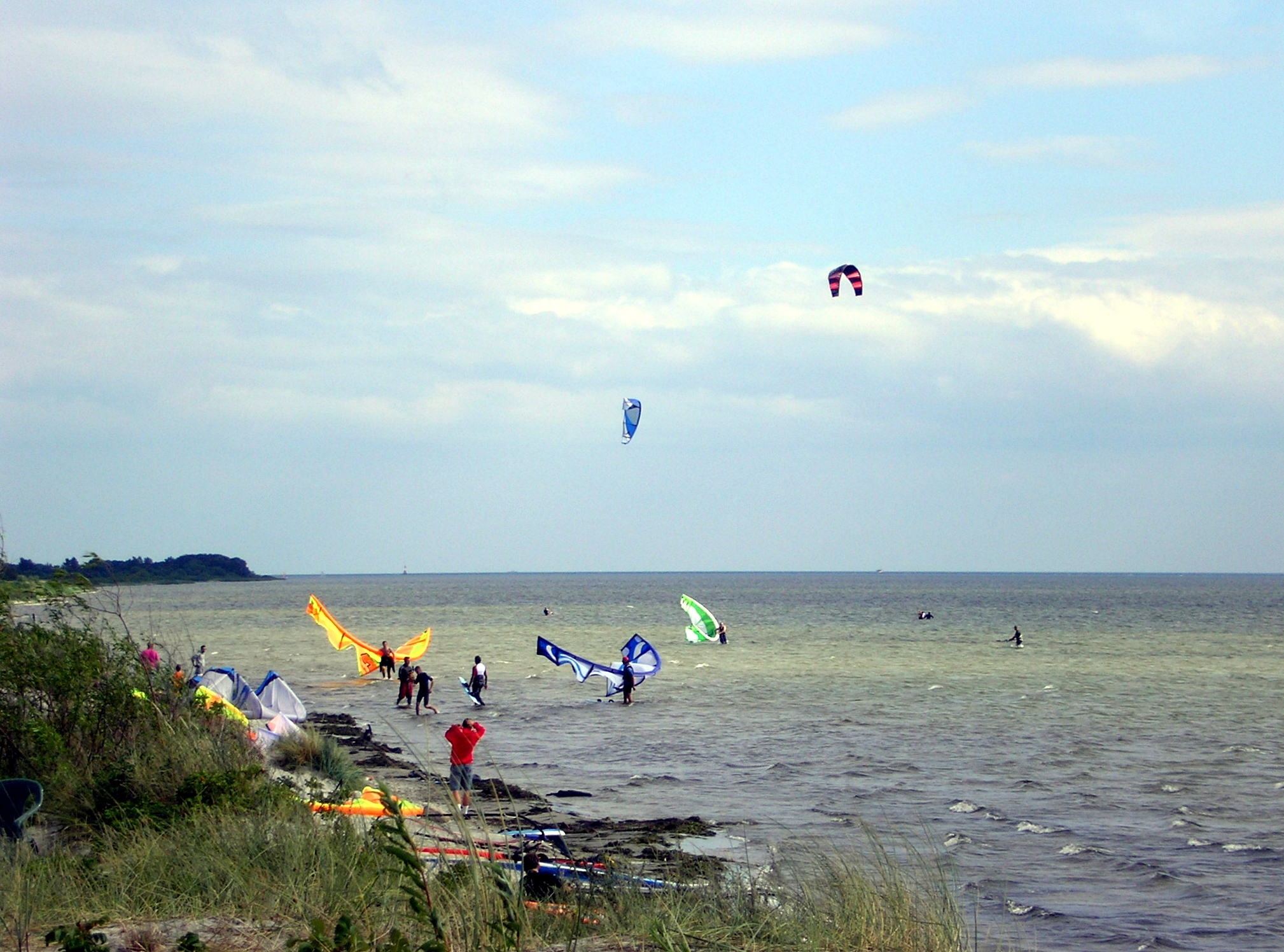
カイトサーフィンをする人々

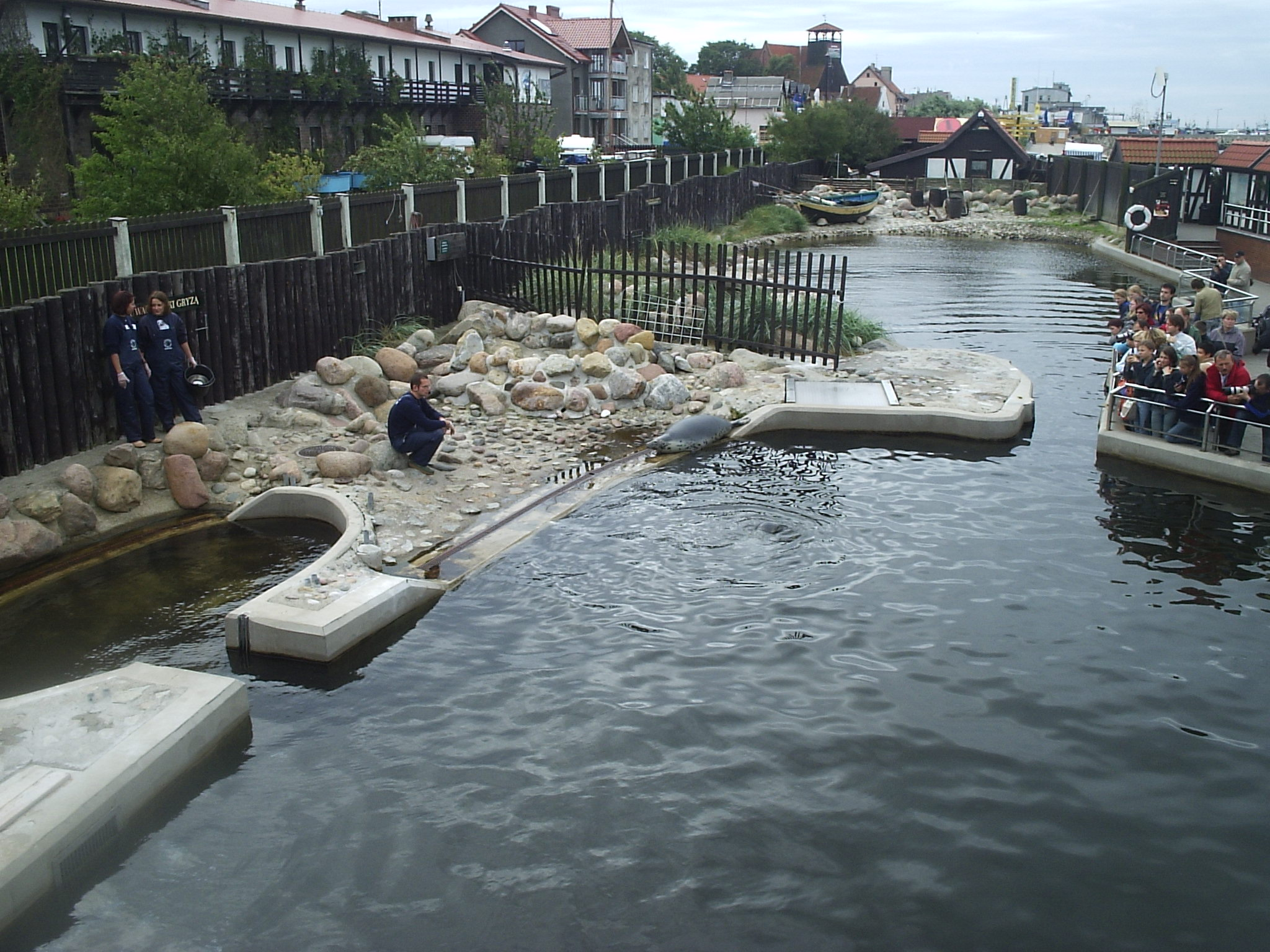
海洋学研究所のアザラシ

ヘル半島（ヘルはんとう、ポーランド語: Mierzeja Helska, Półwysep Helski  聴く、カシューブ語: Hélskô Sztremlëzna、ドイツ語: Halbinsel Hela もしくは Putziger Nehrung）は、ポーランド北部のプック湾とバルト海を隔てる、全長35kmの砂州。行政上はポモージェ県プック郡に所属する。

## 名前の由来
半島の名前はおそらく地形に由来し、最初に住み着いたのはゴート族（東ゲルマン民族言語グループ）であったことから、古ポーランド語の hyl/hel （空き地もしくはさえぎる物のない土地）、あるいはゲルマン諸語の heel が語源とされる。

## 地理
弧を描く半島の幅はユラタ付近の約300m、最狭部の100mから先端部の3km以上まで様々である。全域が砂で形成されているため、しばしば冬の嵐で寸断されて島状になることがある。17世紀までは島嶼（とうしょ）の連なりで、夏の間だけつながって半島の形を示した。
本土から先端に位置する人気の観光地ヘルを道路と鉄道が結んでいる。半島には他にも町や港およびリゾート地としてユラタ（Jurata）、ヤスタルニア、クズニツァ、ハウピ、ヴワディスワヴォヴォがある。
ヘル半島行きのバス輸送は1系統だけである。かつて地名「Hel」が英語の「Hell」（「意味は地獄」）に似ているとして、系統番号「666」は新約聖書の「獣の数字」をもじって付けられたという。ところが、冒涜的であるとしてカトリック団体から苦情が高まり、系統番号変更を発表した。

## 歴史

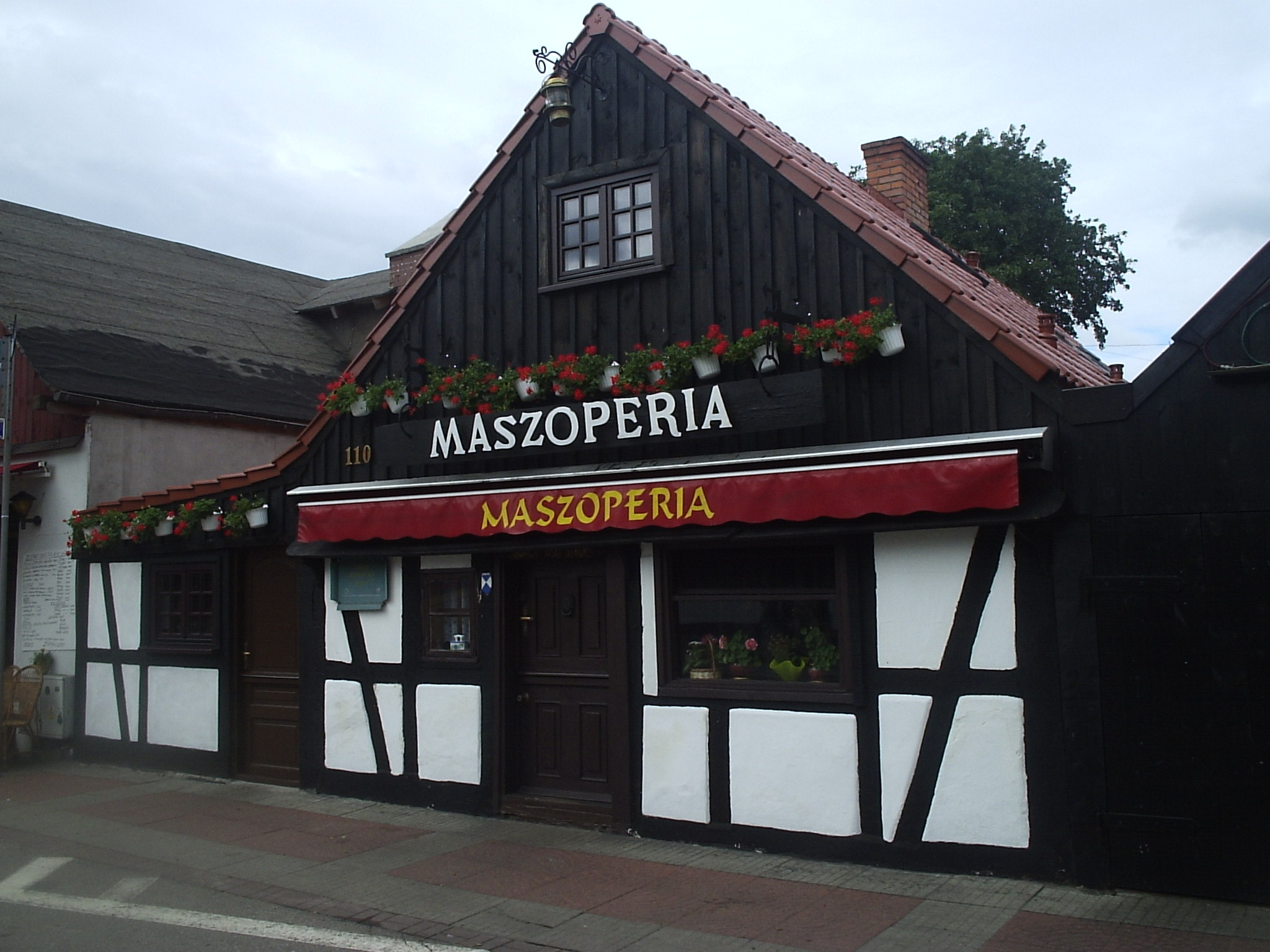
1850年ごろの木造の住宅。現在はレストランになっている。

1772年から第一次世界大戦が終わる1919年まで、ヘル（ドイツ名ヘラ）半島はプロイセン王国とドイツ帝国の領土であった。

### 軍事拠点として
大戦後にポーランド第二共和国の一部となると軍事上の重要性を認めて（ポーランド回廊）、防衛区Rejon_Umocniony_Helとして3000人規模の守備隊を駐留させた。ポーランド軍はヘルの戦いが勃発すると、半島の一点を爆破して島に変え、交通を遮断した。
ナチス・ドイツによる占領時代（1939年 - 1945年）、ヘルの守備はさらに強化され、3門のアドルフ砲（SK C/34 40.6cm沿岸砲）からなる砲台が置かれたが、砲はまもなくフランスの大西洋の壁防衛に移転された。半島の守備隊は第二次世界大戦の終わりまで持ちこたえ、ドイツ降伏から六日後の1945年5月14日に投降した。
戦後、ポーランドに復帰しても軍事的な要衝の価値は変わらず、大部分の地域が軍用を解除されなかった。1940年代から50年代にかけて、さらに砲台が増設された。今日、観光客は海防博物館を訪れると砲台跡や要塞施設の多くを見学できるが、継続してポーランド陸軍用地に指定されたままの地区も存在する。

## 文化
アニメ「メタロカリプス」のエピソードでは、バンド「デスクロック」（Dëthkløk）のメンバーがヘル半島の近くで公演を開く。作中では「ダンツィヒの近く」となっている。

## ギャラリー

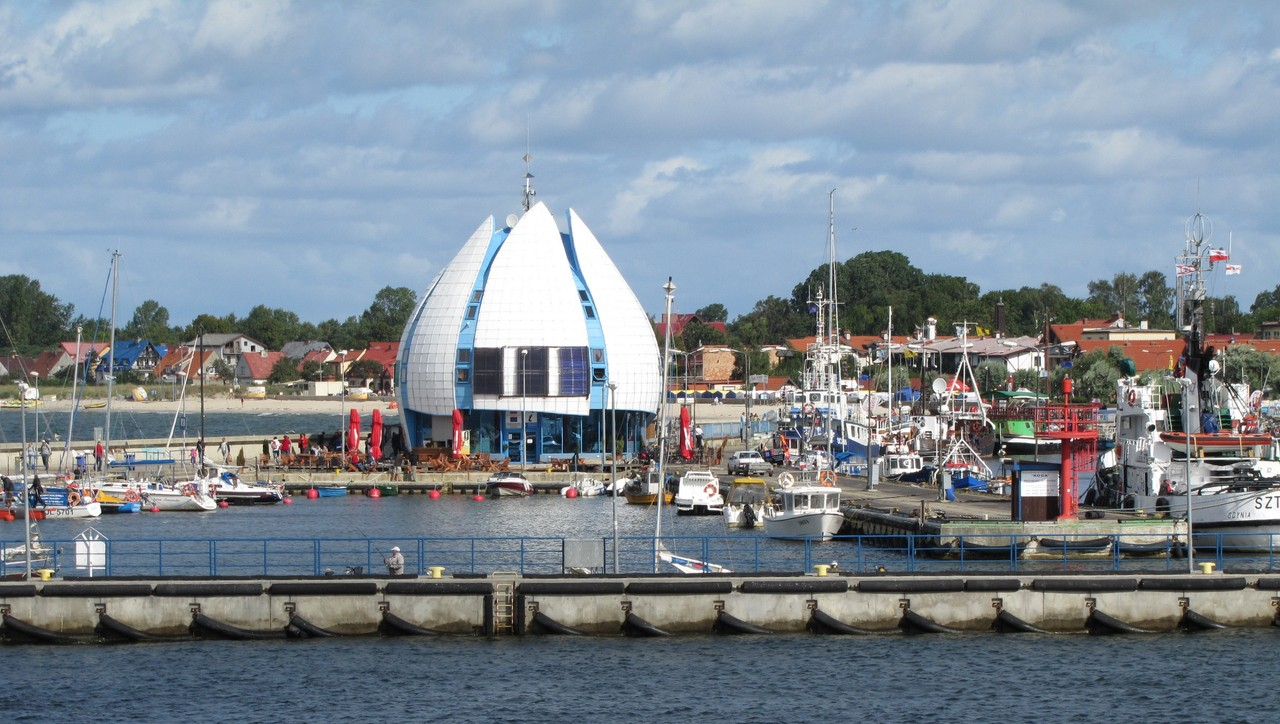
ヘル
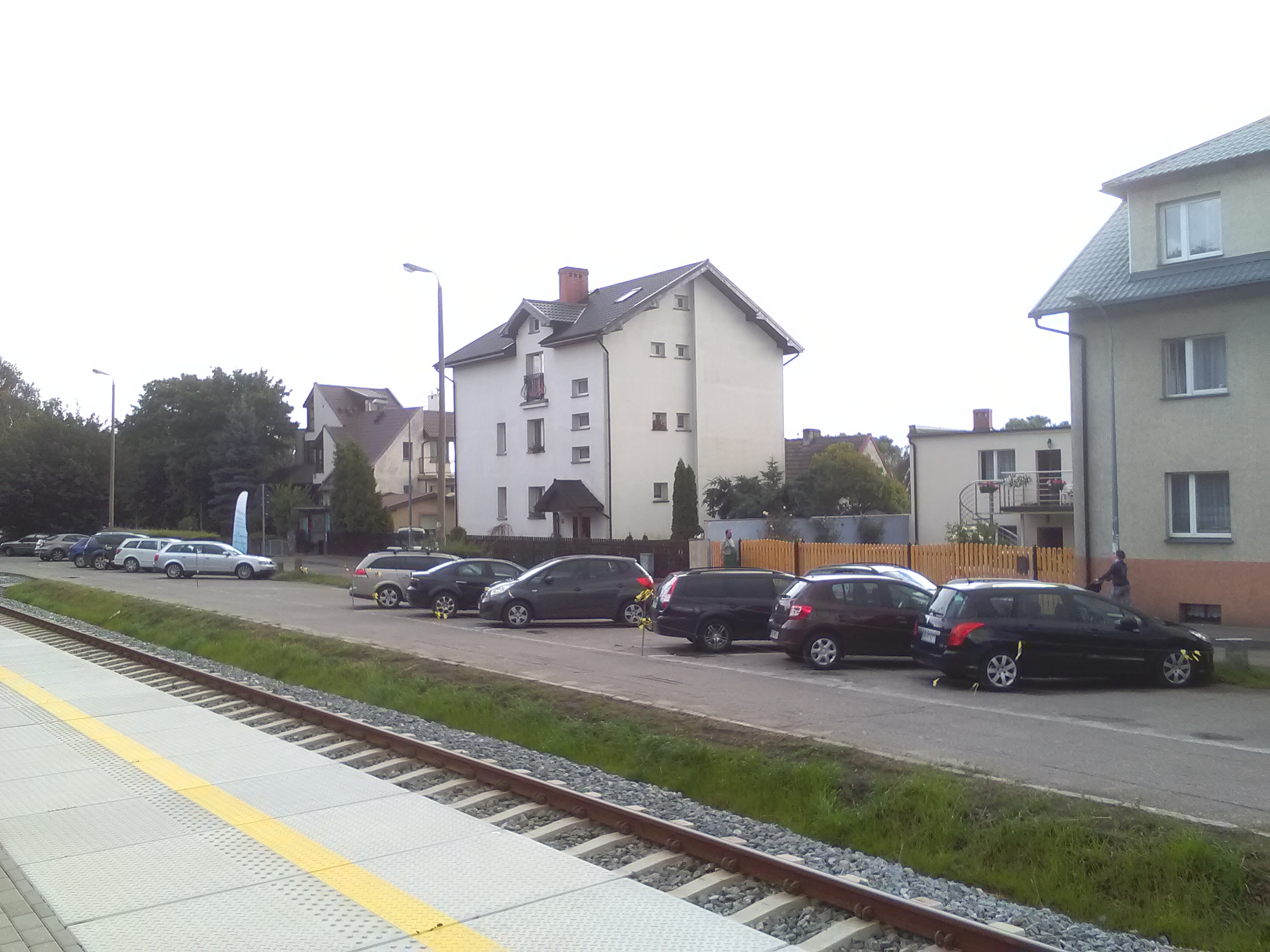
ヤスタルニア Jastarnia
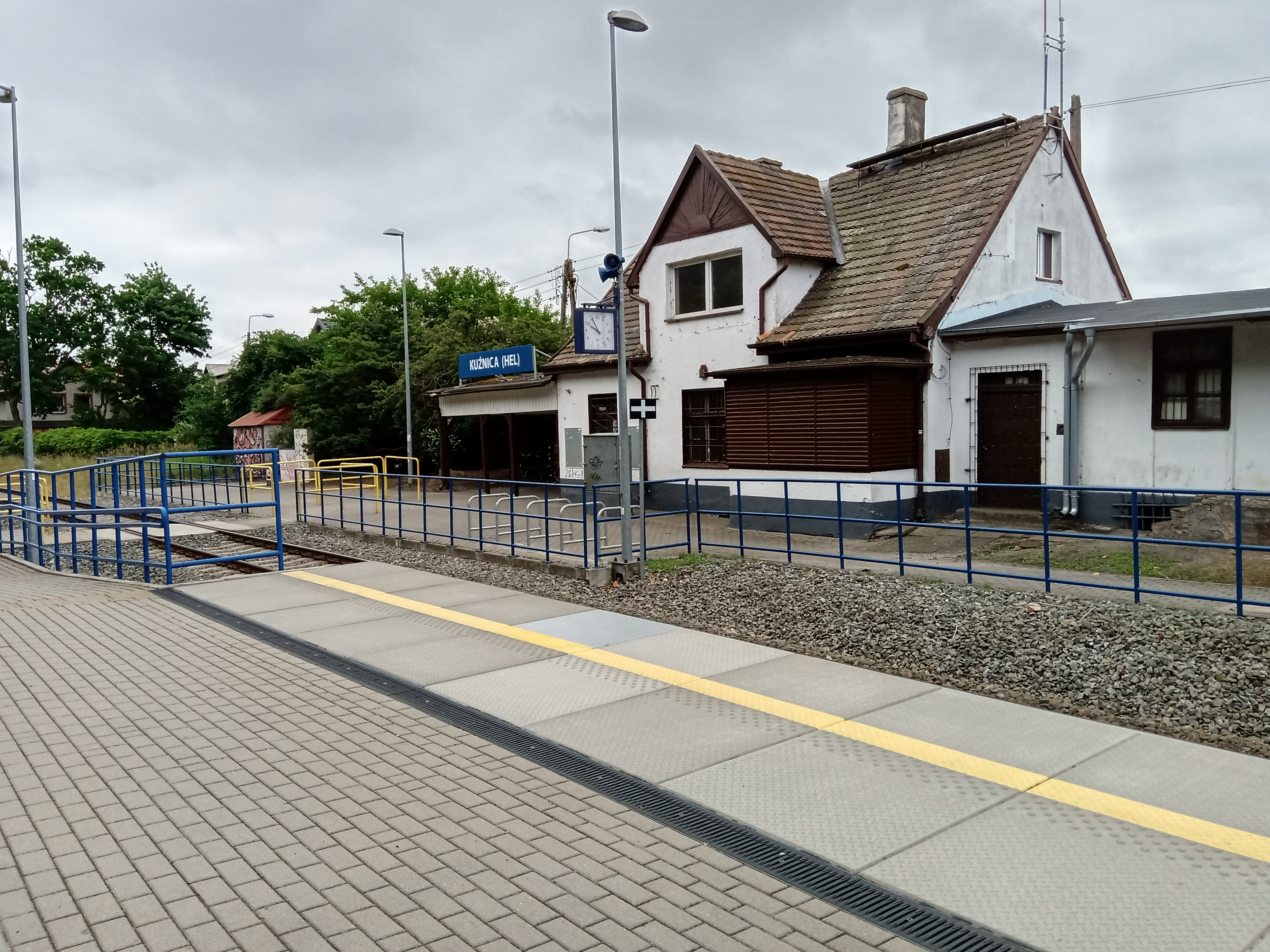
クズニツァ Kuźnica
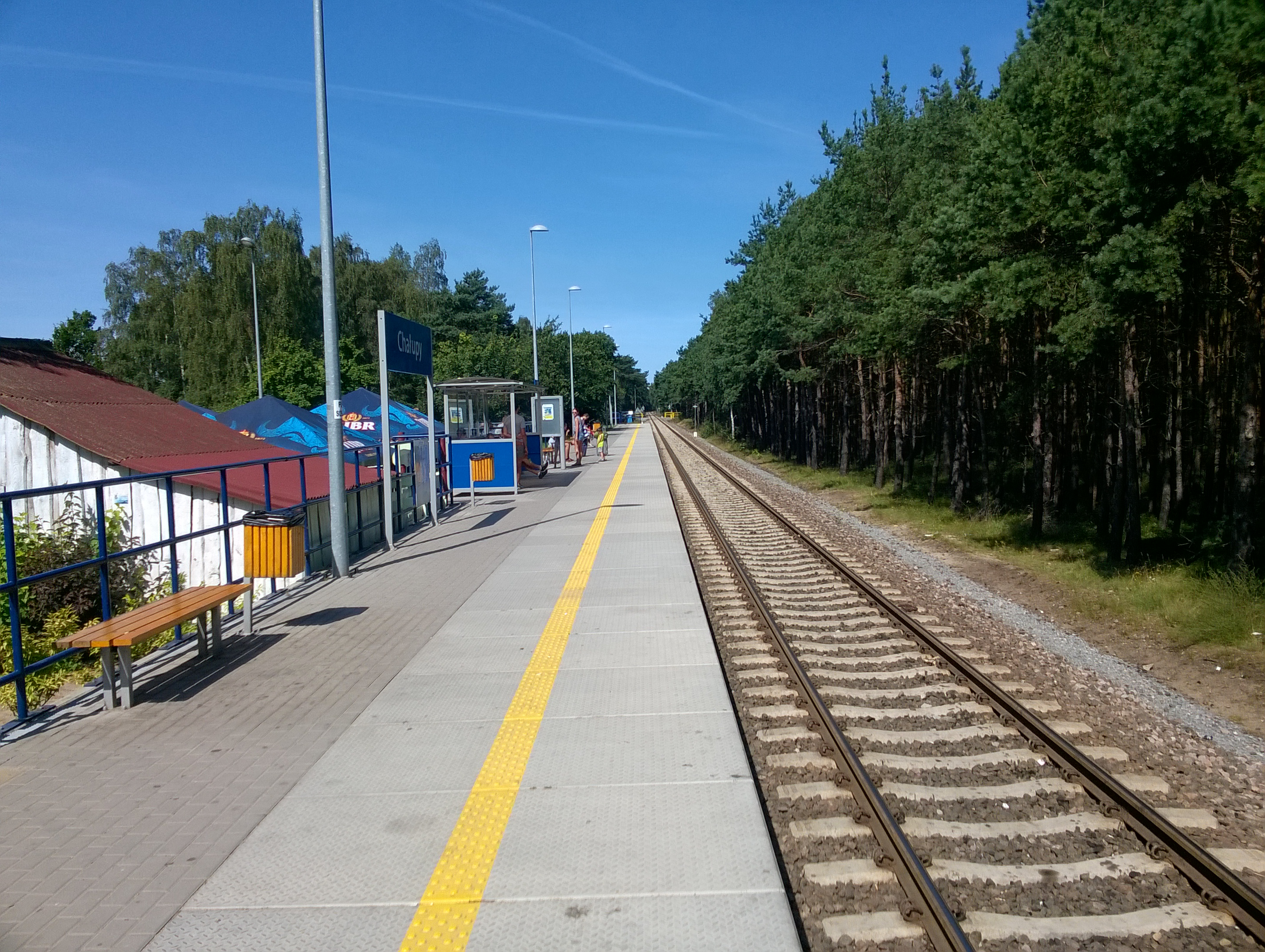
ハウピ Chalupy